# Déclaration de Genève (1918)
 (janvier 2025).
La Déclaration de Genève, Accord de Genève ou Pacte de Genève est une déclaration d'accord politique sur le système politique provisoire de la future union des Slaves du Sud vivant sur les territoires de l'ancien Empire austro-hongrois et du royaume de Serbie. Les pourparlers qui se sont tenus à Genève, en Suisse, du 6 au 9 novembre 1918. Ils s'appuient sur la déclaration de Corfou de 1917 et étaient destinés à la remplacer.
Le gouvernement serbe rejette finalement ces accords.